# Хедлунд, Теодор
Юхан Теодор Хе́длунд (швед. Johan Teodor Hedlund; 1861—1953) — шведский ботаник.

## Биография
Родился 24 ноября 1861 года в районе Фрётуна в Уппланде. Учился в Уппсальском университете, окончил его в 1888 году. В 1892 году защитил диссертацию доктора философии под руководством Теодора Фриса.
В 1903 году Хедлунд работал ассистентом в Ботаническом саду Уппсалького университета. С 1904 года — старший преподаватель ботаники и зоологии в Альнарпском сельскохозяйственом колледже (ныне — часть Шведского университета сельскохозяйственных наук). В 1917 году назначен профессором ботаники и зоологии.
Первые работы по биологии, написанные Хедлундом, были посвящены лишайникам. В 1901 году издал монографию рода Рябина (Sorbus), затем напечатал ещё шесть публикаций по этому роду. Также ряд работ посвящён систематике группы видов, близких Ribes rubrum. Хедлунд впервые указал на многочисленные явления гибридизации в пределах рода Sorbus. Он был знатоком рода на территории Скандинавии, однако слабо знал флору этого рода в других регионах Европы.
Скончался 26 марта 1953 года.

## Некоторые научные публикации
- Hedlund T. Kritische Bemerkungen über einige Arten der Flechtengattungen Lecanora (Ach.), Lecidea (Ach.) und Micarea (Fr.). — Stockholm, 1892. — 104 p.
- Hedlund T. Monographie der Gattung Sorbus // Kungl. Svenska Vet.-Akad. Handl. nov. ser. — 1901. — Vol. 35. — P. 1—147.

## Род и некоторые виды растений, названные именем Т. Хедлунда
- ×Hedlundia Sennikov & Kurtto, 2017 — Sorbus L., 1753
- Sorbus hedlundii C.K.Schneid., 1906